# Střední Austrálie

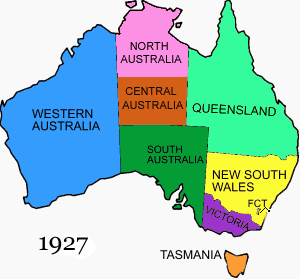
Administrativní dělení Austrálie v letech 1927-1931

Střední Austrálie (anglicky Central Australia nebo zkráceně a neoficiálně Centralia) bylo teritorium existující krátkodobě v rámci Austrálie. Mělo rozlohu 546 046 km² a žilo v něm okolo 60 000 obyvatel, z nichž více než polovinu tvořili Austrálci. Jeho zřízení prosadil ministr George Pearce v rámci plánu na lepší hospodářské využití Severního teritoria. Za účelem snazší správy tohoto řídce obydleného území byl 1. února 1927 přijat zákon North Australia Act, který je rozdělil podle 20. rovnoběžky jižní šířky na Severní Austrálii a Střední Austrálii. Hlavním městem Střední Austrálie se stalo Alice Springs, kde byla postavena pro nové úřady budova The Residence (později přebudovaná na muzeum). Systém se však neosvědčil a 12. června 1931 rozhodl premiér James Scullin o návratu k původnímu stavu. Většina území bývalé Střední Austrálie od té doby tvoří Alice Springs Region, jednu z pěti nižších administrativních jednotek Severního teritoria.